# Дьяковская (Архангельская область)
Дьяковская — опустевшая деревня в Вельском районе Архангельской области. Входит в состав Муниципального образования «Усть-Шоношское».

## География
Деревня расположена в южной части Архангельской области, в таёжной зоне, в пределах северной части Русской равнины, в 106 километрах на запад от города Вельска, на левом берегу реки Подюга притока Вели. Ближайшие населённые пункты: на западе нежилая деревня Зубцовская.
Часовой пояс
Дьяковская, как и вся Архангельская область, находится в часовой зоне МСК (московское время). Смещение применяемого времени относительно UTC составляет +3:00.

## Население
| 2002 | 2010 | 2012 | 2014 |
| ---- | ---- | ---- | ---- |
| 0    | →0   | →0   | →0   |

## История
Указана в «Списке населённых мест по сведениям 1859 года» в составе Вельского уезда(1-го стана) Вологодской губернии под номером «2259» как «Дьяконовское(Нижнее)». Насчитывала 20 дворов, 70 жителей мужского пола и 83 женского.